# Verb auxiliar
Un verb auxiliar és un verb que apareix al costat d'un altre per formar un determinat temps (vas anar), la veu passiva (seran estimats), una perífrasi verbal (cal fer-ho) o altres estructures similars. En aquestes construccions el verb auxiliar es buida de contingut semàntic, el qual recau sobre l'altre verb. D'aquí ve el seu nom d'auxiliar, ja que esdevé una paraula purament gramatical, com si fos d'una categoria gramatical buida i no plena.
En català els verbs auxiliars són els següents:
- ser (per a la veu passiva i, a més, antigament i encara avui en alguns dialectes, per a la majoria dels verbs intransitius de moviment i de canvi d'estat i també dels verbs pronominals i reflexius)
- haver (per als temps compostos, antigament i encara avui en alguns dialectes només dels verbs transitius i d'alguns intransitius)
- anar (per al perifràstic)
- tots els verbs capaços de formar perífrasis, especialment els modals

## Exemples en diverses llengües
- Anglès: s'usa també per a la negació en alguns temps, com el passat simple (You didn't eat)
- Castellà: el verb haver forma els compostos, com a la majoria de llengües romàniques (Has ido)
- Soninke: marca entre altres l'aspecte (A wa riini)
- Italià: marca de passiva (La torta è stata mangiata)